# روگاچیتسا
روگاچیتسا (به صربی: Rogačica) یک منطقهٔ مسکونی در صربستان است که در بایینا باشتا واقع شده‌است. روگاچیتسا ۷۶۸ نفر جمعیت دارد.